# 호치민시한국국제학교
호치민시한국국제학교(베트남어: Trường Quốc tế Hàn Quốc ở Thành phố Hồ Chí Minh, 영어: Ho Chi Minh City Korean International School)는 베트남 호찌민시에 있는 한국학교이다. 현재 유치원부터 고등학교까지의 과정을 운영하고 있다.

## 연혁
- 1998년 9월 1일 : 개교

## 같이 보기
- 재베트남 한국인